# Замок Данвеган
Замок Данвеган (англ. Dunvegan Castle, гэльск. Caisteal Dhùin Bheagain) расположен на острове Скай в округе Хайленд в Шотландии. Основан не позднее XIII века Лаудом, первым вождём клана Маклаудов. Первоначально возводился как крепость для усиления влияния клана на острове, в XVIII веке утратил своё военное значение. В настоящее время является музеем. 

## История
Замок начал строиться не позднее XIII века на берегу залива Лох-Данвеган. Отсюда пролегал удобный морской путь к расположенным западнее Гебридским островам. Кроме того характер береговой линии в этом месте делал его удобным для стоянки кораблей. Инициатором возведения крепости был Лауд, основатель клана Маклаудов. Строительство Данвегана преследовало целью укрепление власти клана на острове Скай. Первоначально замок представлял собой стену, огибающую вершину скалы, и ров, преграждавший доступ к нему со стороны суши. В 1350 году третий вождь клана Малколм построил донжон в северо-восточном углу крепости.
В начале XVI века для улучшения условий проживания в замке была построена башня Фейри. В 1623 году при Родерике (гэльск. Ruairidh Mir) построили ещё ряд жилых помещений. Между 1684 и 1690 годами, после строительства нового крыла в юго-западной части крепости, донжон был заброшен.
К середине XVIII века замок утратил своё оборонительное значение, был построен наземный вход. В 1790 году под руководством скульптора Уолтера Боука началась его масштабная реконструкция. Данвеган был перестроен в георгианском стиле, донжон был восстановлен и начал играть роль гостевого дома. Ещё одна значительная перестройка была проведена в 1840—1850 годах.